# Hrafnagil
Hrafnagil is een woongemeenschap in het noorden van IJsland in de regio Norðurland eystra. Hrafnagil ligt ongeveer 10 kilometer zuidelijk van Akureyri aan de westelijke oever van de Eyafjarðará rivier. Het heeft 142 inwoners en is daarmee de grootste plaats in de gemeente Eyjafjarðarsveit. Tot aan 1862 heeft hier een kerk gestaan waar onder andere de laatste katholieke bisschop van IJsland Jón Arason heeft gediend.
Naast Hrafnagil behoort ook nog de meer noordelijk gelegen kleine nederzetting Kristnes tot deze gemeente. Deze plaats is bijzonder omdat Helgi de magere Eyvindarson dit stuk land in bezit nam.